# Cimetière Santa María Magdalena de Pazzis
Le cimetière Santa María Magdalena de Pazzis (espagnol : Cementerio Santa María Magdalena de Pazzis) est un cimetière de San Juan, à Porto Rico. Le cimetière a été nommé en l'honneur de Marie-Madeleine de Pazzi.